# Sprookje van iemand die erop uittrok om te leren griezelen
Het Sprookje van iemand die erop uittrok om te leren griezelen (oorspronkelijke titel: Märchen von einem, der auszog, das Fürchten zu lernen) is een sprookje dat werd verzameld door de gebroeders Grimm voor Kinder- und Hausmärchen. Het kreeg het volgnummer KHM4 en komt pas in latere drukken in de huidige vorm voor.

## Het verhaal
De twee zonen van een vader verschillen van elkaar: de oudste is verstandig en slim maar de jongste is dom. De oudste broer moet alle klussen doen omdat de jongste hier te dom voor is, maar de schemering vindt hij griezelig. De jongste zoon begreep zelfs niet waarom mensen bang werden van de enge verhalen die bij het vuur verteld werden. Als de jongen groter wordt, wil zijn vader dat hij iets leert waarmee hij zijn brood kan verdienen. De jongen besluit dat hij wil leren griezelen en de oudste broer lacht hem dan uit. Vader is teleurgesteld en lucht zijn hart bij de koster. De koster vertelt dat hij de jongen wel kan leren wat griezelen is en de jongen komt bij hem in huis wonen en moet daar de klok luiden. Na enkele dagen wekt de koster de jongen 's nachts en beveelt hem om op te staan en in de kerktoren te klimmen. De koster gaat stiekem vooruit en als de jongen boven komt en zich omdraait om het klokkentouw te pakken, ziet hij een witte gedaante staan.
Als de jongen vraagt wie daar is, krijgt hij geen antwoord. Hij waarschuwt dat de persoon niks in de klokkentoren te zoeken heeft 's nachts en zegt hem weg te gaan. Voor een derde maal vraagt de jongen wie daar is, en hij dreigt de persoon van de trap te gooien. De koster zegt niks, maar wordt daarna van de trap geduwd en valt tien treden naar beneden. De jongen luidt de klok en gaat naar bed, als hij de volgende morgen wordt wakker gemaakt door de vrouw van de koster, vraagt zij of hij weet waar haar man is gebleven. De jongen zegt dat hij niet weet waar de koster is, maar wel dat hij 's nachts iemand van de trap heeft geduwd. De vrouw vindt haar man met een gebroken been en ze rent dan naar de vader van de jongen.
Ze beschuldigt de jongen van het ongeluk en wil dat de vader zijn zoon weer bij hen weg haalt. De jongen vertelt dat hij drie maal gewaarschuwd heeft, maar geen antwoord kreeg in het donker. De vader stuurt de jongen dan weg en de jongen besluit dan toch te zullen leren griezelen. Hij krijgt vijftig daalders mee van zijn vader en trekt eropuit, maar hij mag niemand vertellen waar hij vandaan komt en wie zijn vader is. De jongen mompelt dat hij wil leren griezelen. Als de galg in zicht is, komt er een man naast hem lopen. Hij vertelt dat er zeven bruiloft hebben gevierd met de dochter van de touwslager en ze leren nu vliegen. Hij raadt de jongen aan onder de boom te gaan zitten, dan zal hij zeker leren griezelen. De jongen belooft de man zijn vijftig daalders, als hij inderdaad in één nacht leert griezelen.
De jongen maakt een vuur en rond middernacht is de wind erg koud, hij krijgt het niet meer warm. De gehangenen waaien tegen elkaar en de jongen krijgt medelijden. Hij pakt een ladder en haalt de zeven lijken naar beneden. Hij zet ze rond het vuur, maar ze bewegen niet en hun kleren raken in brand. De jongen wordt boos door de onoplettendheid en wil niet samen met hen verbranden, en hij hangt ze een voor een weer op. Hij valt daarna bij het vuur in slaap en de volgende ochtend komt de man zijn vijftig daalders halen. De jongen zegt echter dat hij niet heeft geleerd wat griezelen is. De man vertrekt zonder zijn vijftig daalders, hij heeft nog nooit zo iemand ontmoet.
De jongen gaat weer op pad en mompelt dat hij wil leren griezelen. De voerman die achter hem loopt, vraagt wie hij is en waar hij vandaan komt. De jongen vertelt dat hij dat niet weet en niet mag vertellen wie zijn vader is. De voerman vraagt wat hij in zijn baard mompelt, en de jongen zegt dat hij wil leren griezelen. De voerman neemt hem mee naar een herberg en als de waard hoort dat de jongen wil leren griezelen, vertelt hij dat hij in de herberg wel een kans maakt. De waardin zegt dat het al veel wijsneuzen hun leven heeft gekost, maar toch wil de jongen het leren. De waard vertelt over een betoverd kasteel, je hoeft er alleen drie nachten te waken om te leren wat griezelen is. De koning heeft zijn dochter beloofd als vrouw, aan degene die deze opdracht kan volbrengen. Boze geesten bewaren de schatten, die ook vrij zullen komen als de opdracht wordt volbracht.
Nog nooit is iemand naar buiten gekomen, maar de jongen gaat de volgende dag naar de koning en vraagt of hij drie nachten in het kasteel mag waken. De jongen mag drie levenloze dingen meenemen, en hij kiest een vuur, een draaibank en een snijplank met mes. De jongen maakt een vuur, zet de snijbank met het mes ernaast en gaat op de draaibank zitten. Twee grote zwarte katten komen 's nachts naast hem zitten en warmen zich aan het vuur, ze vragen of de jongen een spelletje kaart wil spelen. De jongen wil eerst de nagels knippen, hij bindt de katten vast aan de draaibank en slaat ze dan dood en gooit ze naar buiten het water in. Dan komen overal zwarte katten en honden met gloeiende kettingen vandaan. Ze proberen het vuur te doven, maar de jongen pakt zijn houtsnijmes en jaagt hen weg en slaat enkele dood, die hij ook de vijver in gooit.
Hij blaast het vuur weer goed aan en ziet een groot bed in de hoek van de kamer. Hij kruipt er in en het bed gaat rijden alsof het door zes paarden getrokken wordt, trap op en trap af en over vele drempels. Het slaat om en de jongen komt eronder terecht, hij kruipt er onder weg en gaat terug naar het vuur. De jongen valt dan in slaap en de volgende ochtend vindt de koning hem, hij denkt dat het mooie mensenkind dood is. Maar de jongen wordt wakker en de jongen gaat terug naar de herberg. De jongen vertelt dat hij nog altijd niet heeft leren griezelen en gaat de volgende nacht opnieuw naar het kasteel. Met veel kabaal valt er een halve man uit de schoorsteen, waarna de andere helft al snel volgt. De jongen maakt het vuur beter aan. Als hij omkijkt ziet hij dat de lichaamsdelen zijn samengevoegd en de afschuwelijke man zijn plaats heeft ingenomen op de draaibank.
De jongen gooit de afschuwelijke man van zijn plaats, waarna er nog meer afschuwelijke mannen vallen. Ze halen negen knekels en twee doodskoppen tevoorschijn, waarmee ze gaan kegelen. De jongen vraagt of hij mee mag doen en maakt de doodskoppen goed rond met zijn draaibank. Hij verliest wat geld maar als het twaalf uur is, verdwijnt alles voor zijn ogen. Hij valt in slaap en de volgende ochtend vertelt de jongen dat hij weer niet heeft gegriezeld. De derde nacht gaat de jongen verdrietig op de bank zitten, hij zou graag willen leren griezelen. Er komen zes grote mannen binnen met een doodskist en de jongen denkt dat dit zijn neef is, die enkele dagen daarvoor is overleden. Hij kijkt in de kist en probeert de man te warmen met zijn hand, maar die blijft koud. De jongen gaat bij het vuur zitten en neemt de man op zijn schoot, maar ook dit maakt de man niet warm.
Hij denkt aan mensen die elkaar warmen in bed, legt de man in zijn bed en gaat naast hem liggen. De dode wordt warm en gaat bewegen, maar dan wil de dode de jongen wurgen. De jongen gooit het lijk de kist weer in en doet het deksel dicht. De kist wordt door de zes kerels weer meegenomen en dan komt er een erg grote man binnen die er angstaanjagend uitziet. Hij is oud en draagt een lange witte baard, hij vertelt dat de jongen zal sterven en nu wel zal weten wat griezelen is. De jongen zegt dat hij net zo sterk is, misschien wel sterker. De man gaat mee naar het vuur van een smidse en slaat met één klap een aambeeld in de grond. De jongen pakt de baard van de man, splijt met een bijl het aambeeld en klemt de baard van de man hier in vast. Hij grijpt een ijzeren staaf en slaat de man tot hij vraagt om op te houden, de jongen zal dan al zijn rijkdommen krijgen. De oude man wordt vrijgelaten en brengt de jongen naar een kelder met drie kisten goud.
Eén deel is voor de armen, één deel is voor de koning en het derde deel is voor de jongen. De klok slaat twaalf, en het spook verdwijnt. De jongen staat in het duister en tast in het rond, hij vindt de kamer en valt bij het vuur in slaap. De volgende ochtend komt de koning en hij denkt dat de jongen nu wel weet wat griezelen is. Nee, antwoordt de jongen, wat is er nou gebeurd? Mijn dode neef kwam langs en er kwam een man met een baard die een kelder met veel geld toonde, maar wat griezelen is heeft niemand mij verteld. De koning zegt dat het kasteel is verlost, de jongen mag met de dochter trouwen. De bruiloft wordt gevierd, maar de jongen weet nog altijd niet wat griezelen is en vraagt zich dit steeds af. Zijn vrouw krijgt hier genoeg van en vraagt haar kamermeisje om hulp. Het kamermeisje loopt naar de beek die door het slotpark stroomt en haalt er een emmer met grondels uit. 's Nachts, als de jonge koning slaapt, moet zijn vrouw de deken wegtrekken en de emmer koud water met grondels over hem gieten. De koning wordt wakker en roept: O, wat griezel ik, wat griezel ik, lieve vrouw! Ja, nu weet ik wat griezelen is.

## Trivia
- Dit sprookje is samengesteld uit twee sprookjes uit Hessen en Mecklenburg.
- In de eerste druk heette dit sprookje “Gut Kegel- und Kartenspiel”, het bevatte de griezelverhalen uit het kasteel, maar niet het motief van het leren griezelen.
- De Nederlandse vertaling is gebaseerd op de laatste Duitse druk.
- Er bestonden nog vele varianten van dit verhaal, de een nog griezeliger dan de ander.
- Het hoofdmotief is de man zonder vrees of blaam, het ideaal van de ridder in de Middeleeuwen.
- Het rijden op een bed komt ook voor in de Parzival-sage, waarin Walewein op een bed door het slot van Klingsohr rijdt.
- Het verhaal gaat over een matriarchale erfenis, waarin de dochter het rijk van haar vader erft en niet een zoon. De jongen krijgt de helft van het rijk als hij met haar trouwt.
- De jongen krijgt niet, zoals de meeste verhalen over een jongste zoon, hulp van bovennatuurlijke wezens. Hij gebruikt enkel zijn eigen gaven en moed.
- In de opera Siegfried van Richard Wagner wil Siegfried ook leren wat angst is, zijn vader zegt dat slimme mensen dit zomaar door hebben (maar domme mensen niet). Als hij Brunhilde slapend vindt, wordt hij door angst overvallen. Zie ook Siegfried (sage).
- In De Grafheuvel (KHM195) speelt een soldaat zonder angst een grote rol.
- Ook in Jan de ijzersterke moet de hoofdpersoon drie nachten doorbrengen in een spookkasteel en valt een man in gedeelten door de schoorsteen naar binnen. Ook hier wordt de schat in drie delen verdeeld; één deel voor Jan, één deel voor de missen en één deel voor de armen.
- In Sponske en de reus probeert de koster een jongen angst aan te jagen. Ook hier wordt driemaal een vraag gesteld, maar er komt geen antwoord. Sponske zorgt dan dat er bloed op het witte laken verschijnt.
- Het spookhuis komt voor in De drie talen (KHM33), Vrolijke Frans (KHM81), De jonge reus (KHM90), De koning van de gouden berg (KHM92), De koningszoon die nergens bang voor was (KHM121) en De drie zwarte prinsessen (KHM136). Zie ook Jan de ijzersterke.
- Een bewerking van het verhaal komt voor in Jim Henson's The Storyteller (aflevering Fearnot).
- Middernacht is het tijdstip waarop vaak griezelige of magische dingen plaatsvinden. Het speelt in de volgende verhalen een rol; Zusje kan haar kind alleen zien rond middernacht in een versie van Broertje en zusje (KHM11), de reus slaat het bed doormidden in Het dappere snijdertje (KHM20), in Assepoester (KHM21) wordt de betovering verbroken, in De gouden vogel (KHM57) worden appels gestolen, de jongen vindt de reuzen in De volleerde jager (KHM111), de duivels dobbelen in De koningszoon die nergens bang voor was (KHM121), de draak komt thuis in De duivel en zijn grootmoeder (KHM125), de betovering wordt verbroken in Het boshuis (KHM169), het uiterlijk van het meisje verandert in De ganzenhoedster aan de bron (KHM179), de rovers komen thuis in De avonturen van een soldaat, in Het verhaal van Schele Guurte arriveren Berend met de honden en Derk met de beer op kerstavond met de Wilde Jacht. Zie ook De reiskameraad.
- In het Groningse Het bang worden leren is Jan nog nooit bang geweest als hij in een kasteel overnacht waar het spookt. Hij gaat pannenkoeken bakken en er verschijnt een geraamte, dat drie potten geld heeft verstopt in de kelder. De overledene is tijdens zijn leven erg gierig geweest en moet nu spoken totdat er iemand zonder vrees in zijn huis blijft slapen. Hij wordt verlost door het verblijf van Jan. Eén pot met geld is voor de familie, een andere is voor de armen en Jan bakt pannenkoeken voor ze. Jan gaat rijk naar huis, maar is nog steeds niet bang geweest[1]